# Młynarczyk (Tatry)
Młynaczyk (niem. Müllerchen, słow. Mlynárik, węg. Molnárka, 1762 m) – ostatni szczyt we wschodniej grani Młynarza w słowackich Tatrach Wysokich. Jest uznawany za najbardziej eksponowany wierzchołek w całych Tatrach. Od sąsiedniej w tej grani Nawiesistej Turni (Bielovodská veža, 1830 m) oddzielony jest mającą zaledwie 8 m głębokości Młynarczykową Szczerbiną (Mlynárikova štrbina, 1754 m).
Do Doliny Białej Wody Młynarczyk obrywa się stromo skrzesaną ścianą o wysokości około 300 m. Ściana ta wraz ze ścianą Nawiesistej Turni stanowi bardzo charakterystyczny element lewego zamknięcia Doliny Białej Wody, szczególnie dobrze prezentuje się z Polany pod Wysoką, ale także z drogi Palenica Białczańska – Morskie Oko (zwłaszcza z okolic gajówki pod Wantą). Znajdują się w niej drogi wspinaczkowe należące do najtrudniejszych w Tatrach, a dzięki swej wyjątkowej ekspozycji, gładkości oraz strzelistości formy przez taterników zaliczane do „najhonorniejszych”. Poniżej szczytu znajduje się przewieszony blok szczytowy o wysokości około 80 m. Skala trudności dróg sięga VI A4. Przy przejściu klasycznym trudność drogi  przez Badyl wyceniono na VIII-, a drogi Szewska pasja na VII.
Wschodnia ściana Młynarczyka ma trójkątny kształt, wysokość 300 m i długość podstawy około 500 m. Wyróżnia się w niej część lewą i prawą. Część lewa opada wprost z wierzchołka, a jej podstawą jest Zachód Birkenmajera. Od prawej strony ściana ograniczona jest Zacięciem Kowalewskiego opadającym na prawy skraj zachodu. W około 1/3 wysokości tej ściany znajduje się okap o długości około 50 m i wysięgu dochodzącym do 8 m. Wprost przez ten okap prowadzi direttissima, po lewej stronie okapu droga Kurczaba, po prawej droga przez Badyl. Kilkadziesiąt metrów powyżej okapu jest w ścianie olbrzymia, trójkątna nyża zamknięta przewieszonymi ścianami z zacięciami. Około 30 m poniżej ostrza północno-wschodniego filara znajduje się kociołek, w którym zbiega się kilka dróg wspinaczkowych. Prawa część ściany składa się z pionowych ścianek i okapów i jest silniej poprzerastana kosodrzewiną.
Pierwsze wejście: Mieczysław Świerz i Jan Humpola 14 lipca 1924 r. Od czasu utworzenia obszaru ochrony ścisłej Dolina Litvorova wspinaczka na Młynarczyku została zabroniona.

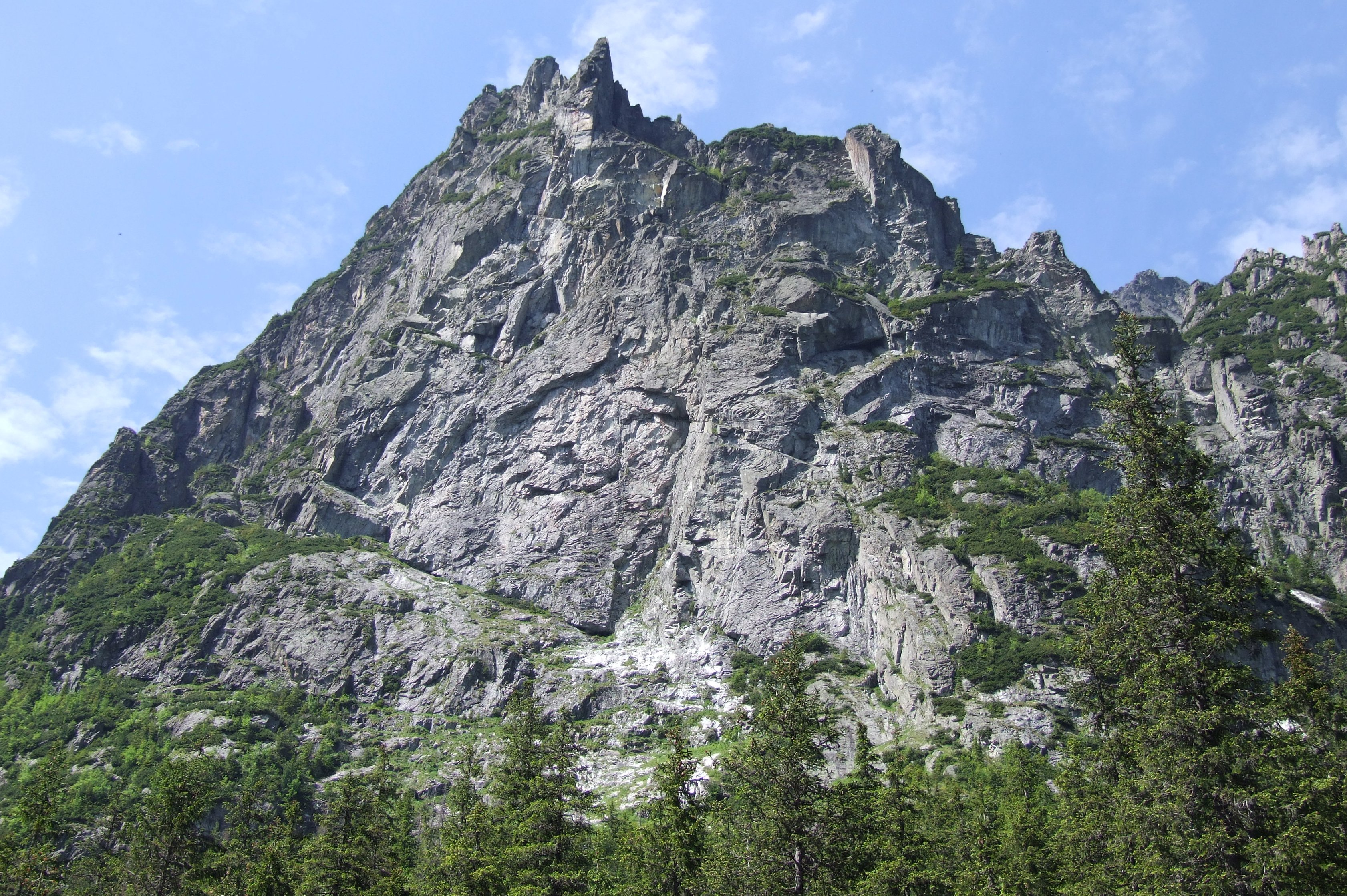
Wschodnia ściana Młynarczyka